# Calvados (IGP)
Pour les articles homonymes, voir Calvados.
Ne doit pas être confondu avec Calvados (eau-de-vie).
Le calvados (initialement vin de pays du Calvados) est un vin français bénéficiaire d'une indication géographique protégée (IGP) de zone, produit sur le territoire du département français du Calvados, et plus précisément dans le pays d'Auge, à l'est du département.
Héritier de l'ancien grand vignoble de Normandie, le vignoble du Calvados est protégé par l'indication géographique protégée viticole la plus septentrionale de France.

## Histoire

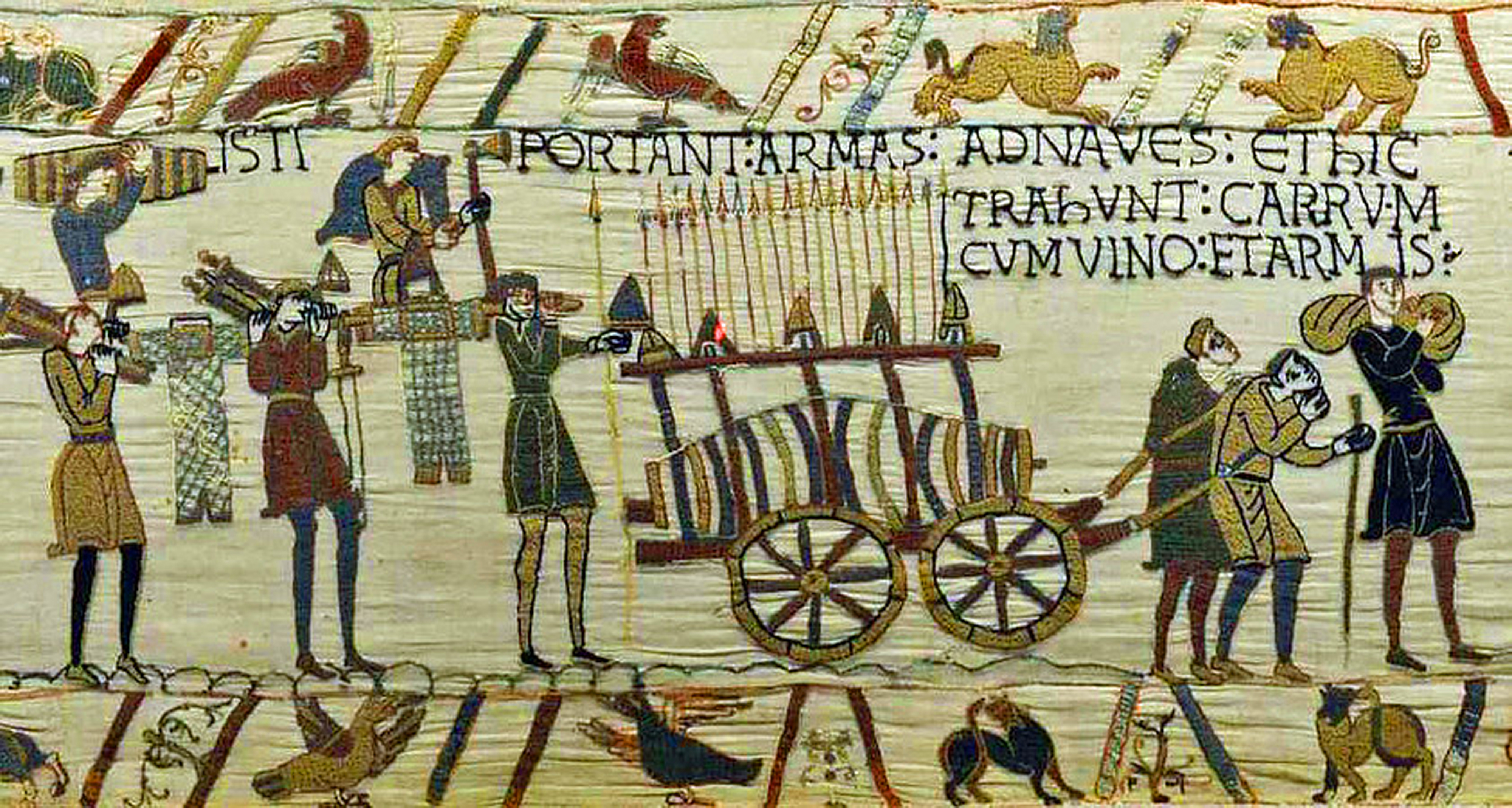
Chariot avec des armes et du vin de Normandie sur la Tapisserie de Bayeux (1066-1082)

Le Calvados, ancien terroir viticole : feuilles de vigne sur le blason de Petiville, commune du pays d'Auge.

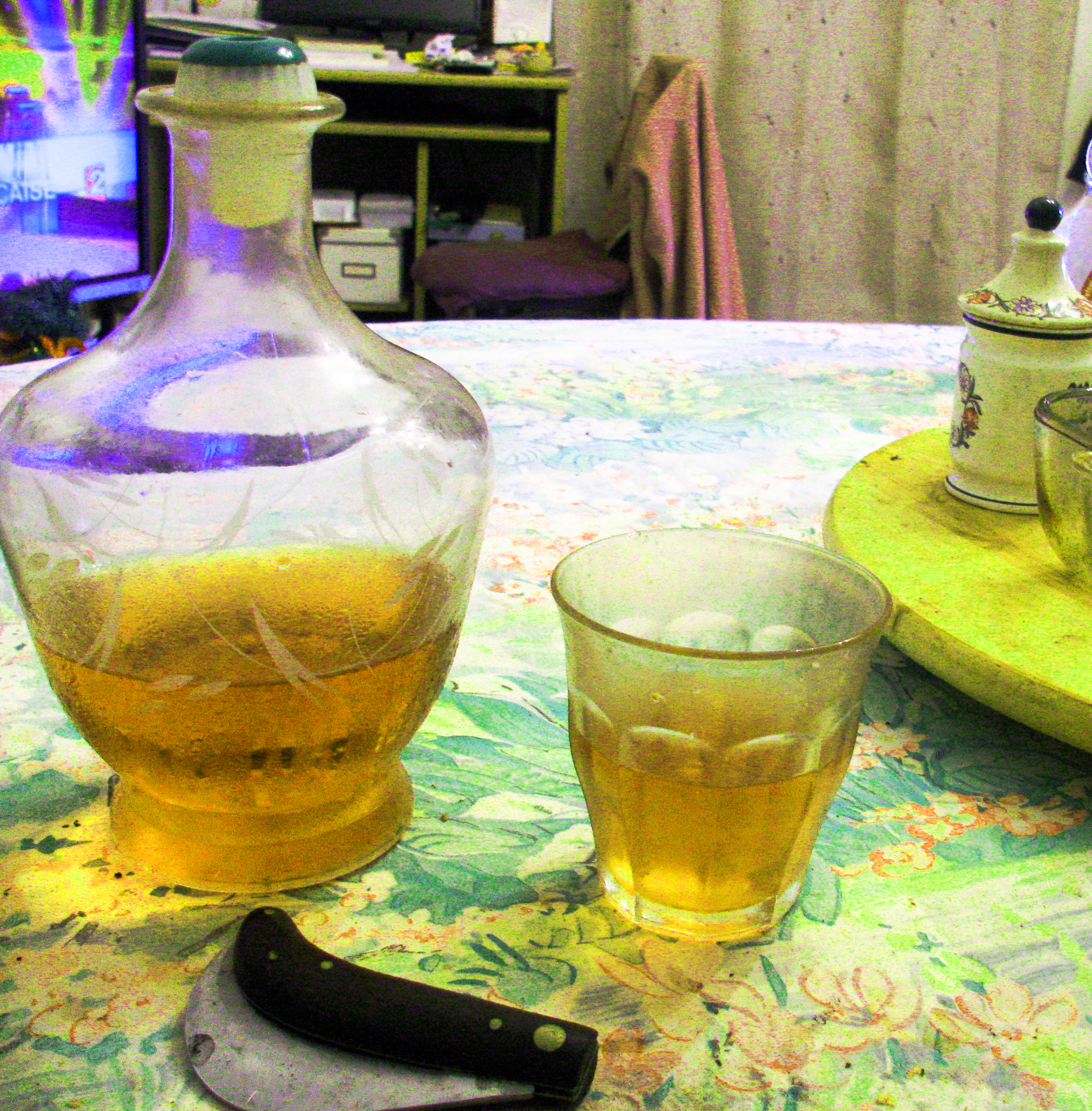
IGP Calvados blanc

Bien que davantage connue pour sa pomiculture et les alcools qui en sont issus (eau-de-vie et cidre), la Normandie est une région historiquement viticole, dont le vignoble a été presque intégralement éradiqué entre le XVIIIe siècle et la première moitié du XXe siècle, en raison de conditions climatiques peu propices et de la crise du phylloxéra.
Bien que bénéficiant d'un label « Vin de pays » à compter de 1968, le vignoble normand n'est véritablement relancé que dans les années 1990, autour de Grisy (commune de Vendeuvre) et Saint-Pierre-sur-Dives, au sud-est de Caen, dans le pays d'Auge. L'IGP est obtenue en 2009.
Le vignoble les Arpents du Soleil est situé à Grisy, au sud de Caen (Calvados), bénéficiant d'un microclimat sec et chaud. Son propriétaire, Gérard Samson, débuta en 1973 en plantant dans sa propriété familiale, près de Saint-Pierre-sur-Dives au Pays d'Auge, son cep de raisin de table. Les résultats obtenus en 1980 l'incitèrent à s'étendre, et en 1995, il reçoit la permission de planter des vignes sur les 9 hectares du site. Le 1er millésime des « Arpents du Soleil » est récolté en 1998, la production est de 2800 bouteilles de 50 cl de vin blanc. La récompense sera la sélection de son Millésime au guide Hachette des Vins. 
C’est un sol argilo-calcaire, superficiel et très pierreux, qui s’est développé sur une roche calcaire du Jurassique, dure, mais fissurée. Le drainage est parfait, et les racines de la vigne plongent profondément. Ce sol conjugué à un microclimat très sec, moins de 600 mm, et 25 jours de moins de pluie par an qu’à Caen distant de seulement 25 km à vol d’oiseau, permet à l’automne une surmaturation des raisins sans risque de pourriture. En 2007, les vignes s'étendaient sur 3 hectares, et 15 000 bouteilles de 50 cl furent produites, dont un premier vin rouge. Désormais la production a quasiment doublé. Le vignoble produit sept cépages et six vins : cinq blancs et un rouge (le pinot noir). 
Les « Arpents du Soleil » ont été onze fois récompensés au Guide Hachette des Vins, et ont reçu trois médailles de bronze au Challenge international du vin de Bourg-sur-Gironde. Le vigneron normand continue le développement de son vignoble par la plantation progressive des 6 hectares restants. En 2009, il obtient la dénomination Indication géographique protégée « Calvados (Grisy) ». Il existe désormais une IGP Calvados.
Des vignobles ont récemment été établis sur les îles de Brecquhou et de Sercq, et d'autres ont existé pendant des décennies à Jersey.

## La confrérie du Clairet de Gaillon
Cette confrérie bacchique des vignerons normands possède et cultive le Clos Bonnard à Vernon (27).

## Vignoble

### Situation géographique
Le vignoble, très restreint, se situe dans la moyenne vallée de la Dives, dans le pays d'Auge, sur la commune de Vendeuvre, à environ 40 km au sud-est de Caen.
L'IGP Calvados peut être complétée dans l'appellation « Grisy », nom de l'écart de la commune de Vendeuvre où est faite la majorité de la production.
Le vignoble est rattaché administrativement au vignoble de la vallée de la Loire, bien qu'il n'en fasse géographiquement pas partie.

### Encépagement

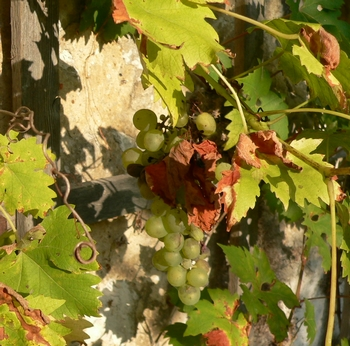
Une vigne dans une propriété de Duclair (Seine-Maritime)

Les cépages utilisés pour les vins répondant à l'IGP Calvados sont les suivants :
- pour les vins rouges et rosés : abouriou N, auxerrois B, cabernet franc N, cabernet-sauvignon N, côt N, egiodola N, gamaret N, gamay N, gamay de Bouze N, gamay de Chaudenay N, grolleau N, grolleau gris G, merlot N, meunier N, négrette N, pineau d'Aunis N, pinot noir N, pinot gris G, portugais bleu N, poulsard N.
- pour les vins blancs : auxerrois B, chardonnay B, chasselas B, chasselas rose Rs, chenin B, folle blanche B, gewurtztraminer Rs, grolleau gris G, melon B, müller-thurgau B, muscat blanc à petits grains, muscat rouge à petits grains, muscat rose à petits grains, muscat cendré B, muscat Ottonel B, orbois B, pinot blanc B, pinot gris G, riesling B, sacy B, sauvignon B, sauvignon gris G, savagnin B, savagnin rose.
- pour les vins gris : abouriou N, auxerrois B, cabernet franc N, cabernet-sauvignon N, côt N, egiodola N, gamaret N, gamay N, gamay de Bouze N, gamay de Chaudenay N, grolleau N, grolleau gris G, merlot N, meunier N, négrette N, pineau d'Aunis N, pinot noir N, pinot gris G, portugais bleu N, poulsard N.

### Production
L’IGP Calvados peut se décliner avec la mention « primeur » ou « nouveau ».